# ولی داداشی
ولی داداشی مشهور به حامد (زاده ۱۳۶۰ در آستارا) مدرس حوزه و دانشگاه، سیاستمدار ایرانی و نمایندهٔ  دورهٔ دوازدهم مجلس شورای اسلامی از حوزه انتخابیه آستارا در استان گیلان می‌باشد. 
وی نماینده حوزه انتخابیه آستارا در دهمین دوره انتخابات مجلس شورای اسلامی با گرایش مستقل سیاسی بود. وی یکی از اعضای کمیسیون اصل نودم با سمت دبیر این کمیسیون خانه ملت بود.

## زندگی‌نامه
ولی داداشی فرزند اسکندر در سال ۱۳۶۰ در محله‌ای به نام قنبرمحله در شهر مرزی بندر آستارا متولد شده‌است. وی از سال ۱۳۷۸ تاکنون طلبه (غیر ملبس) حوزه علمیه بوده که دارای کارشناس ارشد فقه و حقوق اسلامی و در حال اتمام دوره درس خارج معادل دکتری در رشته فقه و اصول از حوزه علمیه قم و همچنین دارای کارشناسی ارشد الهیات از دانشگاه شهید بهشتی تهران می‌باشد؛ ولی داداشی قبل از انتخابات نمایندگی دوره دهم مجلس شورای اسلامی به کار تدریس در حوزه و دانشگاه مشغول بود؛ از جمله مکان‌های محل تدریس وی می‌توان به دانشگاه علوم پزشکی شهید بهشتی تهران، دانشگاه آزاد آستارا و حوزه‌های علمیه آستارا و تالش با درجه استادی از طرف مرکز مدیریت حوزه علمیه قم اشاره کرد. از داداشی به عنوان جوان‌ترین نماینده منتخب استان گیلان یاد می‌شود.

## پیشینه سیاسی
ولی داداشی در یازدهین دوره انتخابات ریاست جمهوری یکی از اعضای ستاد انتخابات حسن روحانی در آستارا بود ولی در انتخابات مجلس بدون وابستگی به احزاب و تشکل‌های سیاسی و به صورت مستقل وارد عرصه انتخابات شده بود که توانست بر نامزد مورد حمایت ائتلاف اصولگرایان گیلان، غلامرضا مرحبا نفر دوم با حمایت نامزد سابق اصولگرای آستارا شاپور مرحبا و ائتلاف اصلاح طلبان و اعتدالگرایان، بختیار حیدرنیا نفر چهارم با حمایت نامزد سابق اصلاح طلب آستارا حسن زحمتکش از مجموع ۵۰٬۸۶۶ رأی مأخوذه (۴۹٬۷۲۹ رأی صحیح نامزدهای انتخاباتی) با کسب ۱۴۱۷۳ رأی به عنوان نماینده مردم شهرستان آستارا برگزیده شود. پس از انتخابات، داداشی بنا بر اظهارات خودش مبنی بر مستقل سیاسی بودن توسط خبرگزاری‌های مطرح کشور نظیر ایسنا، تسنیم، انتخاب و خبرآنلاین در فهرست نمایندگان مستقل دسته‌بندی شد. با این حال وی توسط خبرگزاری فارس و خبرگزاری مهر فردی از حزب اصولگرایان قلمداد شد. در صورتی که نام ولی داداشی در فهرست منتشر شده از سوی خبرگزاری فارس در سی ام بهمن ۹۴ در فهرست کاندیداهای مورد حمایت ائتلاف اصولگرایان گیلان تا قبل از انتخابات ۷ اسفند نبود. همچنین خبرگزاری مهر علاوه بر شتاب زدگی در اعلام وابستگی داداشی به حزبی خاص، نتیجه انتخابات در آستارا را قبل از اعلام رسمی فرمانداری، از زبان فرماندار منتشر کرده بود که با اعلام سیروس شفقی فرماندار آستارا خبر مربوط تکذیب شد. داداشی در پاسخ به پرسشی مبنی بر اینکه خود را مستقل دانسته اما از طرف برخی خبرگزاری‌ها اصولگرا نامیده شده، گفت: ما در عالم سیاست، انحصار نداریم. این‌طوری نیست که یک نماینده‌ای یا اصول‌گرا باشد یا اصلاح‌طلب. یک شق سومی هم می‌تواند این وسط باشد که می‌توانند اظهار نظر بکنند و آن‌ها مستقل‌ها هستند. امروز مستقل‌ها در مجلس با آمار ۷۹ نماینده وارد مجلس شده‌اند که رقم قابل توجهی است و پیش‌بینی من این است که این تعداد در انتخابات دور دوم به عدد ۹۰ برسد.

### انتخابات مجلس دهم
| انتخابات مجلس شورای اسلامی ۹۵–۱۳۹۴ | انتخابات مجلس شورای اسلامی ۹۵–۱۳۹۴ | انتخابات مجلس شورای اسلامی ۹۵–۱۳۹۴ | انتخابات مجلس شورای اسلامی ۹۵–۱۳۹۴ | انتخابات مجلس شورای اسلامی ۹۵–۱۳۹۴ | انتخابات مجلس شورای اسلامی ۹۵–۱۳۹۴ |
| #                                  | نامزد                              | وابستگی حزبی (ائتلاف)              | وابستگی حزبی (ائتلاف)              | رای                                | %                                  |
| ---------------------------------- | ---------------------------------- | ---------------------------------- | ---------------------------------- | ---------------------------------- | ---------------------------------- |
| ۱                                  | ولی داداشی                         |                                    | مستقل سیاسی                        | ۱۴٬۱۷۳                             | ۲۷٫۹                               |
| ۲                                  | غلامرضا مرحبا                      |                                    | ائتلاف بزرگ اصولگرایان             | ۱۰٬۶۰۸                             | ۲۰٫۸۵                              |
| ۳                                  | جلیل کریمی‌نژاد                     |                                    | اصولگرای مستقل                     | ۶٬۶۲۵                              | ۱۳٫۰۲                              |
| ۴                                  | بختیار حیدرنیا                     |                                    | حامیان دولت                        | ۵٬۷۸۶                              | ۱۱٫۳۷                              |
| ۵                                  | میثم ضارب نیا                      |                                    | اصلاح طلب مستقل                    | ۳٬۱۶۰                              | ۶٫۲۱                               |
| ۶                                  | علیرضا نعمتی                       |                                    | جبهه پایداری                       | ۲٬۹۳۱                              | ۵٫۷۶                               |
| ...                                | سایر نامزدها                       | سایر نامزدها                       | سایر نامزدها                       | ۶٬۴۴۶                              | <۱۳                                |
| آرای غیرصحیح مأخوذه                | آرای غیرصحیح مأخوذه                | آرای غیرصحیح مأخوذه                | آرای غیرصحیح مأخوذه                | ۱٬۱۳۷                              | ۲٫۲۳                               |
| آرای مأخوذه                        | آرای مأخوذه                        | آرای مأخوذه                        | آرای مأخوذه                        | ۵۰٬۸۶۶                             | ۵۰٬۸۶۶                             |

### مجلس
ولی داداشی در نخستین نطق خود در تیرماه ۹۵ خواستار حل مشکل بیکاری جوانان، پرداخت حق مرزنشینی به فرهنگیان آموزش و پرورش آستارا، رفع مشکلات موجود در گمرک آستارا و نهایتاً در خطاب به وزیر راه خواستار حضور دوباره دارندگان مدرک کارشناسی ناپیوسته در سازمان نظام مهندسی شد که سبب بیکاری ۵۰۰۰ جوان تحصیل کرده شده‌است.

## مواضع و دیدگاه‌های سیاسی
وی با انتشار ویدئو در وبسایت شخصی خود مواضع و دیدگاه‌های خود را در معرض دید عموم مردم گذاشت.

### حمایت از دولت
بنده معتقدم تا زمانی که دولت در مسیر مردم، قانون و انقلاب حرکت کند باید از دولت حمایت کرد مگر اینکه از مسیر خود خارج گردد. داداشی گفت که می‌بایست از حقوق مردم دفاع کرد؛ ولی نظر بنده این است که تا به امروز دولت فعلی خوب بوده و امیدواریم بهتر از این شود و مجلسی هماهنگ با دولت تشکیل گردد.

### برجام
به گفته داداشی، مذاکرات هسته‌ای در واقع یک پیروزی برای نظام به حساب می‌آید، این پیروزی به دست فرزندان انقلابی این کشور صورت گرفت، که این پیروزی را به دولت، نظام و انقلاب ایران تبریک عرض می‌کنم.

### اقتصادی و بهره‌گیری از نیروی جوان
با توجه به اینکه خیل عظیمی از طرفداران وی را طیف جوانان تشکیل می‌دادند وی خواهان استفاده از نیروی جوان و متعهد آستارایی در عرصه‌های مدیریتی شد که به گفته وی جوانان در ایران به عنوان بهترین، کارآمدترین و جوانترین کشور می‌باشند و باید از این پتانسیل استفاده شود. داداشی صنعت توریست و گردشگری را در داخل مقوله صنعت تعریف کرده و گفت که با جذب سرمایه گذاران خواهان رونق بخشی به آستارا خصوصاً در بخش گردشگری شهر خواهد شد.

### لغو کنسرت
وی در خصوص لغو کنسرت‌ها نیز گفتند به نظر بنده یک کار فرهنگی یا مجوز ندارد یا دارد وقتی مجوزی به کنسرتی داده شده‌است اگر مجوز دارد دیگر لغو معنایی نخواهد داشت.

### هجوم به سفارت خانه‌ها
داداشی هجوم به سفارت عربستان و پیشتر هجوم به سفارت انگلیس را محکوم کرد و تأکید بر قانون مداری و انضباط سیاسی را خصوصاً در روابط دیپلماتیک خواستار شد و این عرصه را بسیار حساس قلمداد کرد.

### هجوم به سخنرانی
ولی داداشی من باب هجوم به سخنرانی علی مطهری در شیراز و فاطمه معتمدآریا در کاشان گفت: هجوم در ذات خود محکوم به شکست است منطق ما گفتمان است، مشی سیاسی ما گفتمان است، مشی فرهنگی ما گفتمان است. ما اهل گفتمان هستیم و اساساً گفتمان است که پیشرفت و رسیدن به هدف داخلش است و ما را می‌تواند به اهداف سیاسی و فرهنگی برساند.